# ماسحة نيوترونية
تم تطوير الماسحة للشحن الجوي بأشعة جاما النيوترونية السريعة بواسطة هيئة البحوث الأسترالية وتمت تجربته في مطار بريسبان الدولي في 2005-2006. واستخدمت التصوير الشعاعي النيوتروني وأشعة جاما لإجراء عمليات مسح سريعة وغير تدخلية لحاويات البضائع القادرة على اكتشاف أكثر من ماسحات الأشعة السينية. يمكن للمسح بالأشعة السينية للشحن الجوي اكتشاف العناصر المعدنية مثل الأسلحة النارية، ولكنه يواجه مشاكل مع المواد الأخرى، في حين يمكن للتصوير الشعاعي النيوتروني السريع تحليل تكوين عناصر المواد الممسوحة ضوئيًا.
تم بعد ذلك تطوير نسخة مطورة من الماسحة، تسمى AC6015XN ماسح الشحن الجوي وتم تطويرها بالاشتراك مع هيئة البحوث الأسترالية، وتجربتها في بكين في عام 2009.
استخدم ماسحة بريسبان مولدات النيوترونات ومصدر أشعة جاما لإنتاج حزم موازية، مع مرور حاويات البضائع على حزام ناقل متسلسل عبر نفق، وكاشفات النيوترونات الوامضة وكاشفات أشعة جاما المثبتة في أعمدة على الجانب الآخر من النفق. تستغرق الحاويات حوالي دقيقتين للمرور عبر الجهاز.
ومن خلال قياس نسب توهين شعاع النيوترونات إلى توهين أشعة جاما، كان من الممكن تحديد فئة المادة التي تمر عبرها الحزمتان.
وكانت الجرعة الإشعاعية من إشعاع النيوترون حوالي 8 ميكروزيفرت (800 مكـrem) وكان أقل بكثير من الحدود الموضوعة لتشعيع الأغذية في بلدان مثل المملكة المتحدة والولايات المتحدة الأمريكية.
كان لـ ماسحة الشحن الجوي AC6015XN مساحة أصغر، ودرع مختلف، وحزم أشعة سينية مزدوجة مجسمة (من إنتاج المسرع الخطي) بدلاً من أشعة جاما، وكاشفات الأشعة السينية من Nuctech عبر كل من الجانب والجزء العلوي من النفق. بسبب استخدام الأشعة السينية بدلًا من أشعة جاما، كان لا بد من تصحيح نسبة توهين الشعاع لمراعاة تصلب الشعاع.